# ديفيد س. بيل الثالث
ديفيد س. بيل الثالث (بالإنجليزية: David S. Bill III)‏ أدميرال خلفي متقاعد في بحرية الولايات المتحدة.
خلال حرب الخليج الثانية قاد بيل سفينة يو إس إس ويسكونسن (بي بي-64). بينما كان في القيادة كان مسؤولا عن إطلاق صواريخ بي جي إم-109 توماهوك في الحرب. أطلقت سفينة يو إس إس ويسكونسن (بي بي-64) أكثر من 350 طلقة 16 بوصة لدعم القوات البرية المتحالفة والقوات العراقية الراسخة. قبل عدة أيام من بدء الحرب البرية أدى قصف سفينة يو إس إس ويسكونسن (بي بي-64) موقع مقر عراقي على ساحل الخليج العربي إلى التدمير المبكر للعديد من آبار النفط في الكويت كتدبير دفاعي ضد الهجوم البري المتوقع من جانب قوات التحالف. في 23 فبراير 1991 أطلقت سفينة يو إس إس ويسكونسن (بي بي-64) صائرة بدون طيار على جزيرة فيلكا ولذا استسلمت القوات المسلحة العراقية على الفور قبل إطلاق النار بعد أن شاهدتهم الطائرة بدون طيار. هذه هي المرة الأولى التي تستسلم فيها قوات العدو لطائرة بدون طيار تسيطر عليها سفينة.
تم اختياره للعلم خلال حرب الخليج الثانية.